# Mr. Happy Go Lucky
Mr. Happy Go Lucky è il quattordicesimo album discografico in studio del cantante statunitense John Mellencamp, pubblicato nel 1996. 

## Tracce
1. Overture – 1:56
2. Jerry – 4:24
3. Key West Intermezzo (I Saw You First) – 4:54
4. Just Another Day – 3:28
5. This May Not Be The End Of The World – 5:29
6. Emotional Love – 3:20
7. Mr. Bellows – 4:26
8. The Full Catastrophe – 3:11
9. Circling Around The Moon – 5:48
10. Large World Turning – 3:55
11. Jackamo Road – 1:37
12. Life Is Hard – 3:15